# シカゴ・ノースショアー・アンド・ミルウォーキー鉄道
シカゴ・ノースショアー・アンド・ミルウォーキー鉄道（Chicago North Shore and Milwaukee Railroad）は、かつてアメリカ合衆国に存在した鉄道会社である。通称は「ノースショアー線」（North Shore Line）。イリノイ州シカゴとウィスコンシン州南東部のミルウォーキーを結ぶインターアーバン（都市間電気鉄道）を運営していた。
1916年に実業家のサミュエル・インスルが経営権を取得するとシカゴ・アンド・ミルウォーキー電鉄が設立された。1919年初頭にはシカゴ・ループとミルウォーキーの市街地を結ぶ電化された路線が開業し、旅客と貨物の輸送を開始した。
第二次世界大戦後には大幅に乗客が減少し経営状況が好転することはなくなった。会社は1957年に鉄道事業の廃止を申請した。通勤客の組織との法的対立があったものの、1963年1月にすべての路線が廃止された。廃止されたインターアーバンの中で最後に廃止となった路線である。
シカゴ交通局が運営するシカゴ・Lのイエローラインはノースショアー線の一部分を再利用する形で営業している。アムトラックのハイアワサ・サービスは2021年現在シカゴとミルウォーキーを列車で結んでいる。かつてノースショアー線を走った車両の一部は動態保存や静態保存されている。
作家で鉄道歴史学者のウィリアム・D・メディルトンはノースショア線を高規格の線路とそれを用いた高速運転、流線形の特急電車である「エレクトロライナー」の運行をしたことなどから「スーパーインターアーバン」と評した。

## 初期の歴史
前身となる鉄道会社は、1891年に設立されたイリノイ州ウォキーガンで路面電車を運営していたウォキーガン・アンド・ノースショアー・ラピット・トランジット社である。同社は成長するにつれて延伸の計画を立てシカゴ・アンド・ミルウォーキー電気鉄道となった。電力は架線で供給していた。
1916年に再編を終了したときにはシカゴ・ノースショア・アンド・ミルウォーキー鉄道と社名を変更した。シカゴの実業家であるサミュエル・インスルが会社の支配権を獲得し社長となった。インスルは持ち株会社を通じてシカゴ地域にある当社以外の二つのインターアーバン、シカゴと西郊のフォックス川渓谷を結ぶシカゴ・オーロラ・アンド・エルジン鉄道とシカゴと北インディアナを結び現在も最後のインターアーバンの一つとして路線が存在するサウスショアー線として知られているシカゴ・サウスショア・アンド・サウスベンド鉄道も支配下に置いていた。

### 経路
1916年の本線の南側の終点はややシカゴ市の北限の外れにあったイリノイ州エヴァンストンのチャーチストリートだった。路線はノースショアー地域のレイク・ミシガン、ウィルメット、ケニルワース、ウィネッカ、グレンコー、ハイランドパークなどを通り北へ伸びていた。さらに路線は本社や主要な車庫があったハイウッドへ、そしてレイクフォレスト、レイクブラフ、ノースシカゴ、ウォキーガンへ伸びていた。ウォキーガンからはウィスコンシン州に入るまでにジオンを通り、そこからはケノーシャ、ラシーンを通り北側の終点のミルウォーキーに至る。本線は全体的に複線であったが、少しの単線区間がウィスコンシン州に残っていた。一部に併用軌道が存在したが大半は専用軌道であった。電車が時速144キロメートル到達したほどの直線区間が存在した。
レイクブラフではリバティーヴィラや現在のマンダラインへ向かう支線が分岐していた。ノースシカゴジャンクションでは市街の道路を経由したウォキーガン中心地への支線が分岐していた。

### 初期の輸送改善

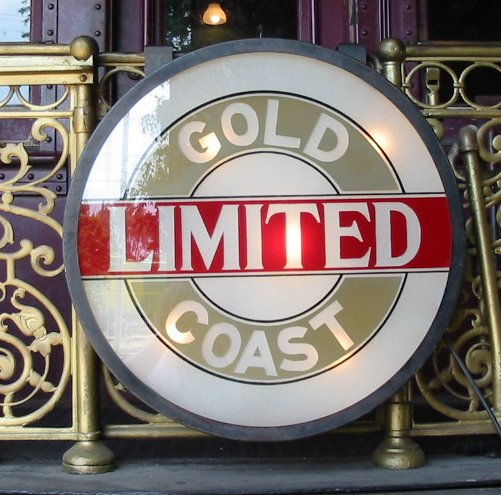
イリノイ鉄道博物館にあるゴールドコーストリミテッドのドラムヘッド（テールサイン）。

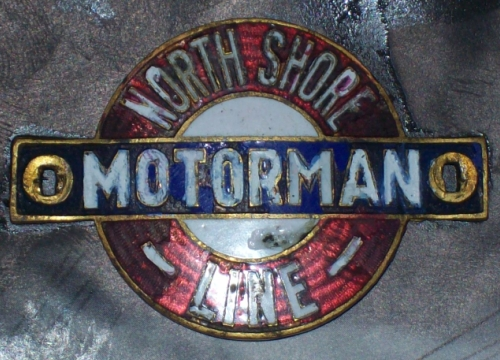
シカゴ・ノースショアー・ミルウォーキー鉄道の運転士の帽子のエンブレム。

最初の南側のターミナルがおかれたエバンストンではシカゴへ行く乗客はノースウェスタン高架鉄道（「シカゴ・L」の会社の一つ）に乗り換える必要があった。経営権がサミュエル・インスルに獲得されると、停車駅の少ないノースショアー線の電車はシカゴ中心部のループへ急行運転を行う特別な「L」の電車（これもまたインスルが運営していた）に接続するようになった。1919年には、ノースショアー線はノースウェスタン・高架鉄道の線路使用権を獲得し、第三軌条に対応するための装備を電車に取付け、シカゴループへ直通運転させるようになった。その翌年にはミルウォーキーに新しい専用ターミナルを設け、さらにその翌年には全線廃止まで重要でないダイヤのネックとして残り続けた0.5マイル(約0.8km)ほどを残してウィスコンシン州に残っていた単線区間を解消した。
1920年代初頭には、いくつかの愛称のつけられた停車駅の少ない列車を設定し、一部は豪華な食堂車やパーラーカー、展望車が連結された。その中でも最も著名だった列車のひとつは、1917年に運行を開始した「ゴールド・コースト・リミテッド」である。ノースショアー線ではバス路線網を作り直接自社の電車が乗り入れていない地域からの集客を行っていた。

### スコーキーバレー新線の建設
ノースショア地域の成長は鉄道に大きな輸送量をもたらしたが、それらの地域の混雑の増加は特にシカゴとミルウォーキーの間のような長距離輸送における蒸気鉄道との競争力の保持の障害となった。そのため会社はスコーキーバレーを通る新たなバイパス線の建設を計画した。スコーキーバレーはショアールートから西におよそ4〜5マイルほど離れた未開発の地域であった。
建設に必要な土地の購入や資金調達は1923年と1924年に行われ、新線の建設は1924年4月から始まった。新線はシカゴとエヴァンストンの境界にあるシカゴ・Lのハワードストリート駅から分岐して、西へ向かいナイルズセンターの村（現在のスコーキー）を通って、シカゴ・アンド・ノース・ウェスタン鉄道のスコキー支線と並行して湿地帯の田舎を北北西に進んだ。サウスアプトンでは新線はマンダライン支線に沿ってレイク・ブラフの西まで東へ進み、レイク・ブラフで北に分岐していた貨物列車専用の支線で元の本線のノースシカゴジャンクションに接続した。
線路はシカゴ・ラピットトランジット・カンパニーとともに建設され、新線のナイルズセンターにあるデンプスターストリート駅までシカゴ・Lによる普通列車が運行されていた。数十年前にシカゴの他の地域で起こったようにシカゴ・Lの新線の開業は不動産ブームを誘発すると考えられていた。しかし世界恐慌により開発は減速し、ナイルズセンター（そのときにはスコキーと改名されていた）で開発が一気に進んだのは1950年代以降であった。
ナイルズセンターの高架鉄道会社の運行は成功には至らなかったものの、運営会社はスコーキーバレー線の南側の沿線の空き地に新たな車庫を建設することができた。この新しい車庫の広い設備は古く、いっぱいだったLの車庫となり、現在までシカゴ交通局の鉄道線の主要なメンテナンス拠点となっている。
1926年にスコーキーバレー新線の残りの区間の運行が始まった。この新線は 18マイル (29 km) の新規に建設された複線からなりたっており、ほんの2.5マイル (4 km)ほどかつての本線より長い。ほぼ全域にわたり未開発の地域をゆくことからより長く高速走行をすることができた。スコキーバレー新線の建設完了とともにマンダライン支線の改良を行い、複線化されるとともに新たな終着駅が建設された。マンダライン支線は以前はレイク・ブラフ駅で本線の列車と接続するシャトル列車で運行されていた。スコーキーバレー新線が1926年6月5日に開業するとともに、1時間ごとに運行されていたシカゴとミルウォーキーの間の停車駅の少ない列車の合間に、シカゴとマンダラインの間に普通列車の運行が開始された。スコーキーバレー新線に切り替えられたことによりシカゴとミルウォーキーの間の所要時間は20分短縮された。
元の本線（会社によってショアーラインと名付けられた）はシカゴとミルウォーキーの間の停車駅の少ない電車と各駅に止まる電車がどちらもおよそ30分ごとに運行されシカゴとミルウォーキーの間の輸送においても主要な役割を続けた。

### 世界恐慌
1929年の世界恐慌が始まった当初は経営に大きな変化はなかったが、しかし不況が長引きインスルが築き上げた巨大な公共交通会社が崩壊し始め、1932年に管財人の管理下に入った。厳しい経済状況と高い失業率により乗客数（そして運賃収入も）大幅に減少してしまった。1938年には15%の賃金引き下げによりストライキが起き、電車の運行が7週間止まった。
1930年代の難しい状況にもかかわらず、ノースショアー線はショア―ルートの大規模な立体交差化事業に着手した。会社は四半世紀にわたって建物が立ち並ぶ郊外を本数の多い路線が走行することによる危険や運営コストを除去することを模索していた。世界恐慌以前、立体交差化事業に必要な資金調達は会社の資本で調達していて、そしてノースショアー線も並行する蒸気鉄道のシカゴ・アンド・ノース・ウェスタン鉄道も1929年の世界恐慌以前はこのような投機的事業に着手するだけの財政的な基盤があった。
しかし、1937年に大統領であったルーズベルトと内務長官であったハロルド・L・イケス（ウィネットカ在住）は公共事業局の景気浮揚策を公表した。この時を得た計画により鉄道会社とウィネットカとグレンコー地域は連邦政府の資金を二つの鉄道会社の事業地域の立体交差化事業のために得た。両社とも1日に200本以上の電車が走る中工事を行わなければならず工事は難航した。事業は430万ドルかかり、アメリカが第二次世界大戦に突入するちょうど9週間前の1941年の終わりごろに完了した。

### 車輌の近代化
シカゴとミルウォーキーを結ぶ蒸気鉄道が運行していた流線型列車に対抗するため、会社は一部の鋼製車を通勤と都市間輸送向けに近代化する計画に乗り出した。およそ15両の電車の近代化が1928年に開始され、それは徹底的に行われた。電気暖房が新しい換気装置、床、室内の装飾と内装とともに導入された。外観は緑に赤と灰色飾りが施され「グリーンライナー」と呼ばれた。これらの車両は主にスコーキーバレー経由の停車駅の少ない列車に導入された。

#### エレクトロライナーの導入

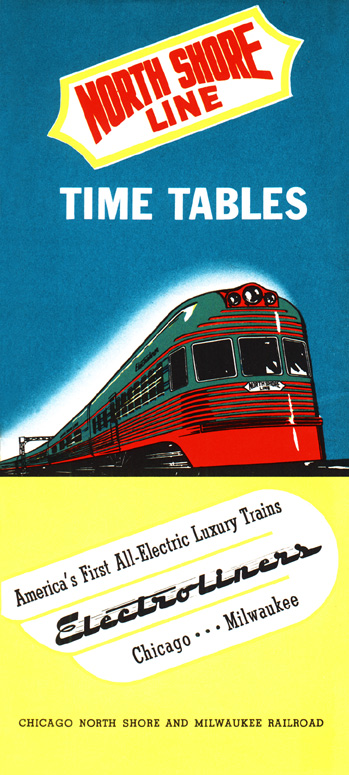
エレクトロライナーが導入された1941年2月9日付けのノースショアー線の時刻表

この旅客電車の近代化計画のうち最も重大な点は2編成の流線形連接電車の導入である。これらの電車は半永久連結の4両編成であった。両側の先頭車には喫煙席も禁煙席も備え付けられていた。中間車は座席車とパブ・ラウンジカーとなっていた。これらの車両はエレクトロライナーと呼ばれ、会社の中でも特別な存在となりデンプスターストリートとノースシカゴジャンクションの間を同社の素晴らしい軌道と路盤の上で平均時速90マイル（およそ時速144km）で駆け抜けた。1941年2月9日に営業運転を開始し、毎日1日5本シカゴとミルウォーキーの間で運用されていた。1963年の廃止までエレクトロライナーの運用は続けられた。エレクトロライナーはフィラデルフィア・サブアーバン・トランスポーテーション・カンパニー（現在の南東ペンシルベニア交通局、通称SEPTA）に売却され、「リバティーライナー」へと改名された。「リバティーライナー」は1979年ごろに引退した。

## 第二次世界大戦以降

### 戦時中の繁栄と戦後の衰退
第二次世界大戦の勃発はアメリカの鉄道会社に急激な輸送量の増加をもたらした。燃料とゴムに配給制が敷かれたことにより自動車による移動が困難になった。ハイウッドのすぐ北にある陸軍のフォートシェリダンや、ノース・シカゴのすぐ南にある海軍のグレート・レイクス海軍訓練所なども影響し、ノースショアー線においても貨物と旅客の輸送量は記録的なまでに上昇した。かつてインスルを通してつながっていたシカゴ・ラピッド・トランジット・カンパニーや同じくインターアーバンを営むシカゴ・オーロラ・アンド・エルジン鉄道から設備を借りなければならないほどノースショアー線の輸送量は増加した。
戦時中の収入は会社の破産管財人がいくつかの際立った負債を支払い、新たな再建計画を提出するのに十分なほど多かった。その後計画が承認され、新たな会社（かつてものとは別の名前）が1946年に所有権を引き受けた。
1948年に賃金の交渉に失敗し1948年春には91日間運行が停止した。この交渉は運賃と賃金の両方を引き上げることで解決したが、この会社の従業員は同業の別の地域の鉄道会社より賃金が安かった。同時に、戦後直後の自動車不足が解消し利用客が減少し始めた。三か月のストライキやそれによる賃金引上げなどの傾向によりこの鉄道会社はかなりの旅客収入を失った。1949年に会社はいくつかの不採算事業の削減を模索した。食堂車（エレクトロライナーを除く）の運行を取りやめ、運行（特にショアーライン）を削減した。ショアーラインの廃止を申し出たもののそれには失敗した。
設備更新のための投資が正当化されえないと感じた会社は副業的に行っていたウォキーガンの路面電車事業を1947年に取りやめバスに転換した。ショアーラインの電車が市街中心部へ入るために行っていた路面電車の線路への乗り入れも同時に廃止となった。1951年には副業的に行われていたミルウォーキー市内の路面電車の運行も廃止になったが、軌道は本線の電車がミルウォーキーのターミナル駅へ乗り入れるために残された。
1954年にはショアーラインの廃止を繰り返し申し立てていた。ピーク時の輸送量はまだ多かったもののその他の時間帯の輸送量が大きく減ってしまったことによりより多くの損失を生み出した。併用軌道が残り駅の数も多いこのルートは鉄道の利点を失わせていた。ショアーラインの所要時間はスコーキーバレー経由に比べ倍近くかかっていた。スコーキーバレーを通り抜けるエデンズ高速道路が1951年の終わりに完成したことは利用客の減少をまねきそれが鉄道会社の収入状態に反映された。廃止手続きは地域の強い反対を集めたものの、会社は問題を解決し廃止の認可を得た。1955年7月24日がショアーラインの最後の運行となった。ショアーラインのうちノースシカゴジャンクションからハイウッドまでのごく短い区間は車庫へのアクセスのために残された。残りの区間の線路は撤去され、大半の跡地は並行していた郊外鉄道であるシカゴ・ノース・ウェスタン鉄道に切り替えた通勤客が用いる駐車場となった。

### 路線の廃止
1958年に会社は州と連邦の規制当局にすべての輸送と設備の廃止の認可を求めた。州際通商委員会 （ICC）の調査官が廃止を推奨するものとして扱ったが、イリノイ州の規制当局は鉄道による運営の継続を主張した。さしあたりの利用者数は安定していたが、ノースウェスト高速道路（現在のケネディー高速道路）が1960年の終わりに完成しエデンズ高速道路とシカゴループの間の接続の役割を果たした。ノースショアー線の利用客はひと月当たり46000人も流出してしまった。
シカゴ交通局はとレイク・ブラフとマンダラインの間のバス事業とともにウォキーガンとハワードストリートの間に短縮した上での鉄道事業の継続の可能性を調査した。その年の10月に出された報告によると1日当たりの平均利用客数は1万4000人に落ち込み、そして路線はかなりの近代化を必要としていることを明らかにした。その報告書はCTAに鉄道施設を入手し車両の近代化に自社の費用は掛からない状況においてのみ運営補助金を受け事業引き受けることを推奨した。1961年2月には、新しい報告が出され以前の報告よりも事業に対する保護はより少ないことが明らかとなった。
その2月、会社は損失の量を引用しICCに対して廃止の申し立てに対して迅速に対応することを求めた。1962年5月17日にその請求は35日以内に買い手が現れない場合に限って認められた。イリノイ州の規制当局と通勤者の組織はともにその対応に反対し、組織は残存価格て購入することを申し出たが最終的には購入するのに十分な資金の調達に失敗した。11月にはイリノイ州はICC寄りの裁決をし、通勤者組織の廃止の引き延ばしを妨げた。1963年1月20日が最終運行日となり、翌日の朝早い時間に最後の列車が終着駅に到着した。貨物輸送は次の週まで時折続いた。
ほとんどの軌道は次の2年間で撤去された。シカゴ交通局はスコーキーバレーラインの最も南側のハワードストリートからスコーキーのデンプスターストリートまでの部分を購入し、1964年初頭には連邦からの大量輸送機関の資金を得て、新たなノンストップ運行は「スコーキー・スイフト」と名付けられた。同じ年に、スコーキーバレー輸送協議会がグレンビュー、ノースブルークとスコーキーの町によって「スコーキー・スイフト」が北上するための資金集めを行うことで鉄道を復活させることを目標に結成された。しかしながら、これはシカゴ・ノースウェスタン鉄道が貨物線として使うためにデンプスターストリートとレイククックロードの間の線路が売却されたために妨げられ ユニオンパシフィック （1995年にシカゴ・ノースウェスタン鉄道を合併）が2001年まで継続して使用した。設備は2004年から2005年にかけて取り除かれた。CTAはイエローラインをノースショアー線の線路跡に沿ってオールドオーチャードロードショッピングセンターの向かいのールドオーチャードロードまでの延伸の可能性を研究している。
イリノイ州との境界からミルウォーキーまでのかつてのノースショアー線の線路の跡地は少しずつ数多くの民間企業に売却されていった。多くの企業や住宅が線路跡に建てられており、路線の復元は事実上不可能である。イリノイ州では、スコーキーバレーの完全に開発された領域へのスコーキー・スイフトの延伸が定期的に話し合われている。その他の場所では、跡地は舗装された歩道となっている。

## 保存

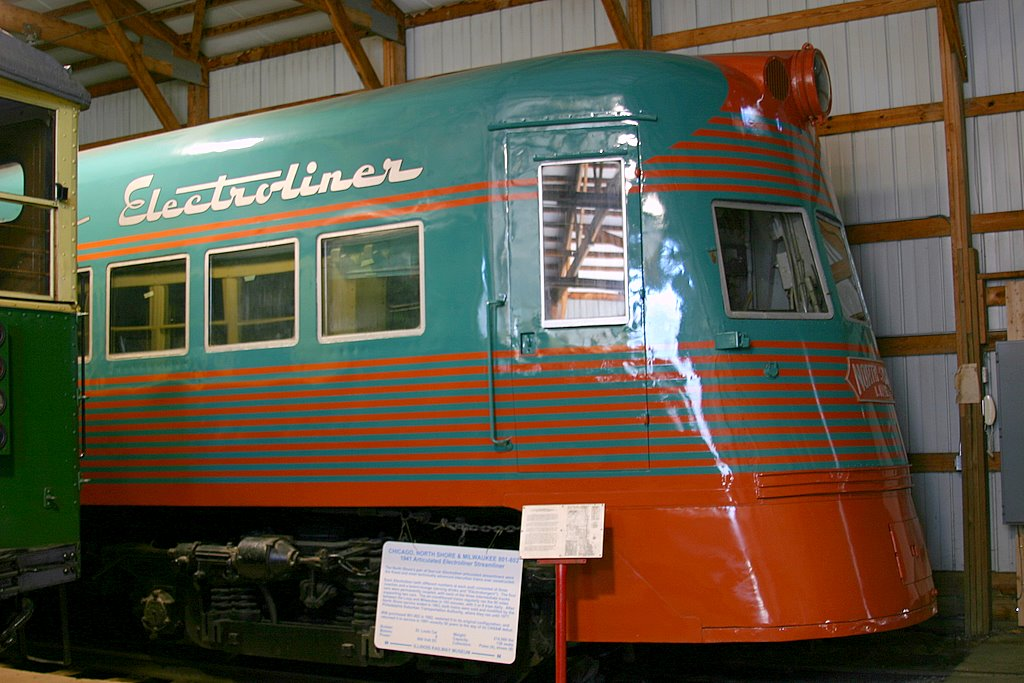
イリノイ鉄道博物館で保存されているエレクトロライナーの801-802編成

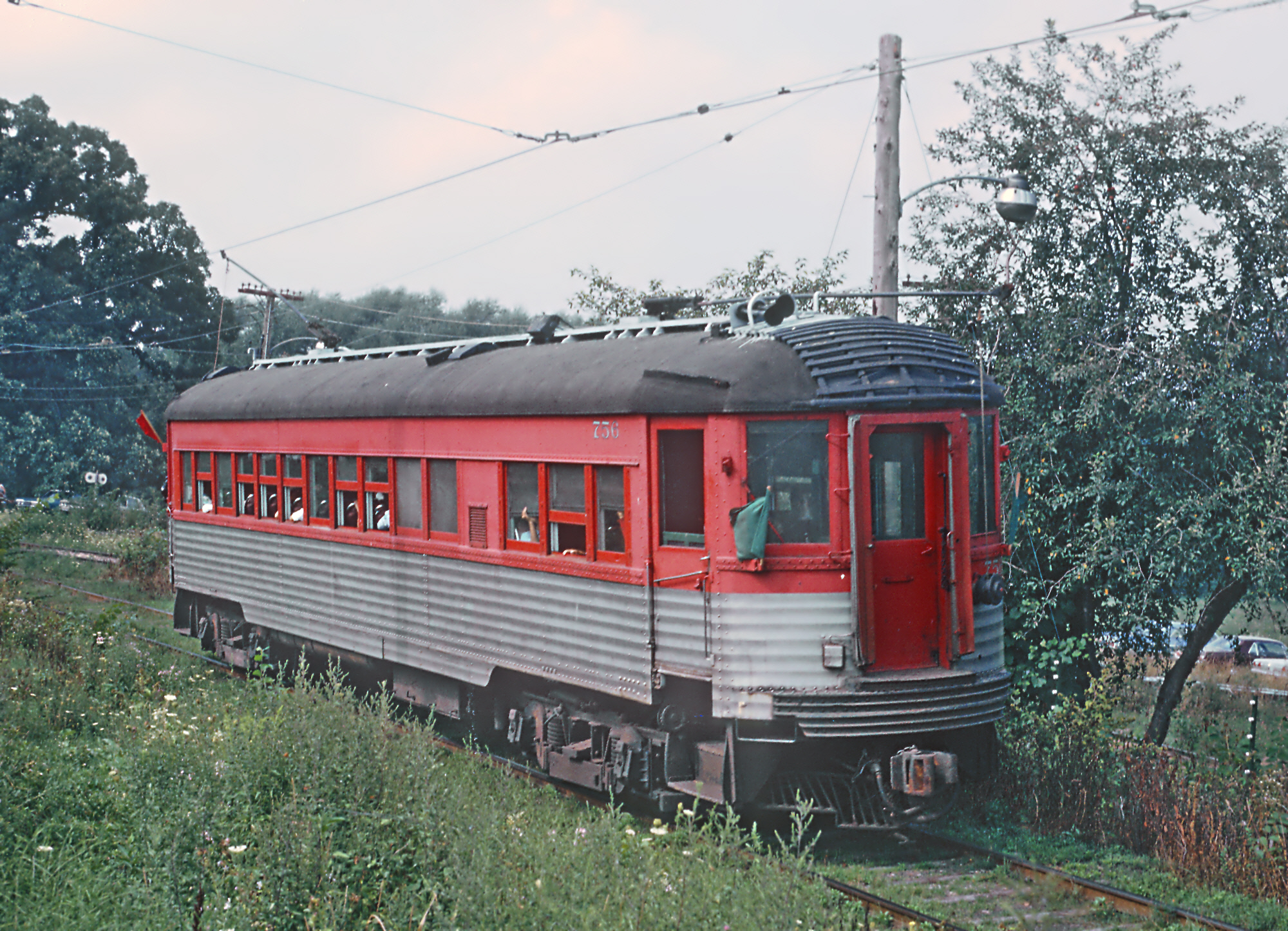
フォックスリバー・トロリー博物館で動態保存運転されるノースショアー線の電車

路線廃止後、ペンシルバニア州を走るSEPTAのノリスタウン線に移籍したエレクトロライナーは2本とも1964年から1980年まで使用されていた。うち801-802編成はイリノイ州ユニオンにあるイリノイ鉄道博物館に原型塗装に復元の上で保存されている。同博物館はほかにもノースショアー線の旅客車や貨車を15両保存している。もう片方の元803-804編成は晩年の姿であるSEPTAの「リバティーライナー」色でペンシルバニア州ロックヒルファーナスにあるロックヒル・トロリー博物館で保存されている。その他のノースショアー線の車両を保存している博物館にイリノイ州サウスエルジンにあるフォックスリバー・トロリー博物館、ウィスコンシン州イーストトロイにあるイーストトロイ電気鉄道博物館、コネチカット州イーストヘイブンにあるショアーライン鉄道博物館、メイン州ケニーバンクポートにあるシーショア・トロリー博物館がある。アイオア州のメイソン市にあるアイオワ・ターミナル鉄道もかつてのノースショアー線の車輌を保有している。修復されていないノースショアー線の設備もいくつかの博物館で保管されている。
デンプスター駅(Dempster station)も保存されているが、150フィート東に移動した。ケノーシャとブライヤゲート(Briergate)の駅も現在広告のための建物として残っている。

## 関連文献
- Central Electric Railfans' Association (1962). Interurban to Milwaukee. Chicago, Illinois: CERA
- Central Electric Railfans' Association (1963). Route of the Electroliners. Chicago, Illinois: CERA